# ريك داون
ريك داون (بالإنجليزية: Rick Down)‏ هو لاعب كرة قاعدة أمريكي، ولد في 14 ديسمبر 1950 في وايندوت في الولايات المتحدة، وتوفي في 5 يناير 2019.

## وصلات خارجية
- ريك داون على موقعبيزبول رفرنس.كوم (الدوري الثانوي) (الإنجليزية)